# Sancy-les-Cheminots
Sancy-les-Cheminots és un municipi francès situat al departament de l'Aisne i a la regió dels Alts de França. L'any 2007 tenia 111 habitants.

## Demografia

### Població
El 2007 la població de fet de Sancy-les-Cheminots era de 111 persones. Hi havia 40 famílies de les quals 4 eren unipersonals (4 homes vivint sols), 16 parelles sense fills i 20 parelles amb fills.
La població ha evolucionat segons el següent gràfic:
Habitants censats

### Habitatges
El 2007 hi havia 45 habitatges, 39 eren l'habitatge principal de la família, 5 eren segones residències i 1 estava desocupat. Tots els 42 habitatges eren cases. Dels 39 habitatges principals, 32 estaven ocupats pels seus propietaris i 7 estaven llogats i ocupats pels llogaters; 2 tenien dues cambres, 4 en tenien tres, 7 en tenien quatre i 26 en tenien cinc o més. 25 habitatges disposaven pel capbaix d'una plaça de pàrquing. A 15 habitatges hi havia un automòbil i a 24 n'hi havia dos o més.

## Economia
El 2007 la població en edat de treballar era de 79 persones, 48 eren actives i 31 eren inactives. De les 48 persones actives 44 estaven ocupades (22 homes i 22 dones) i 5 estaven aturades (1 home i 4 dones). De les 31 persones inactives 15 estaven jubilades, 6 estaven estudiant i 10 estaven classificades com a «altres inactius».
Activitats econòmiques
Dels 2 establiments que hi havia el 2007, 1 era d'una empresa de fabricació d'altres productes industrials i 1 d'una empresa de construcció.
L'únic servei als particulars que hi havia el 2009 era una fusteria.

## Poblacions més properes
El següent diagrama mostra les poblacions més properes.